# Berufliches Schulzentrum für Technik Dresden

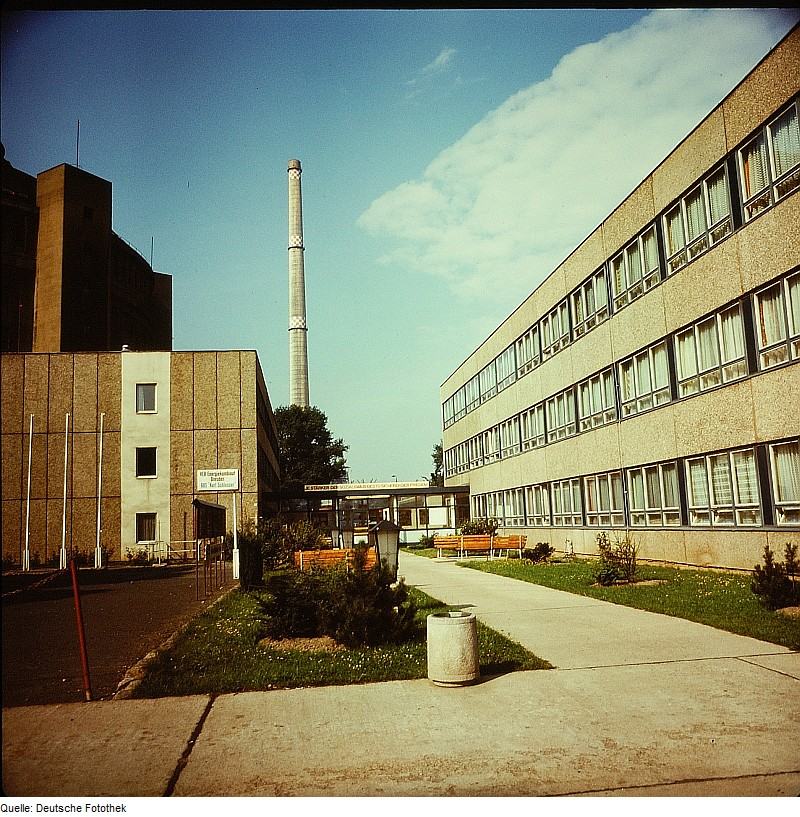
BBS „Kurt Schlosser“ in Reick, 1981

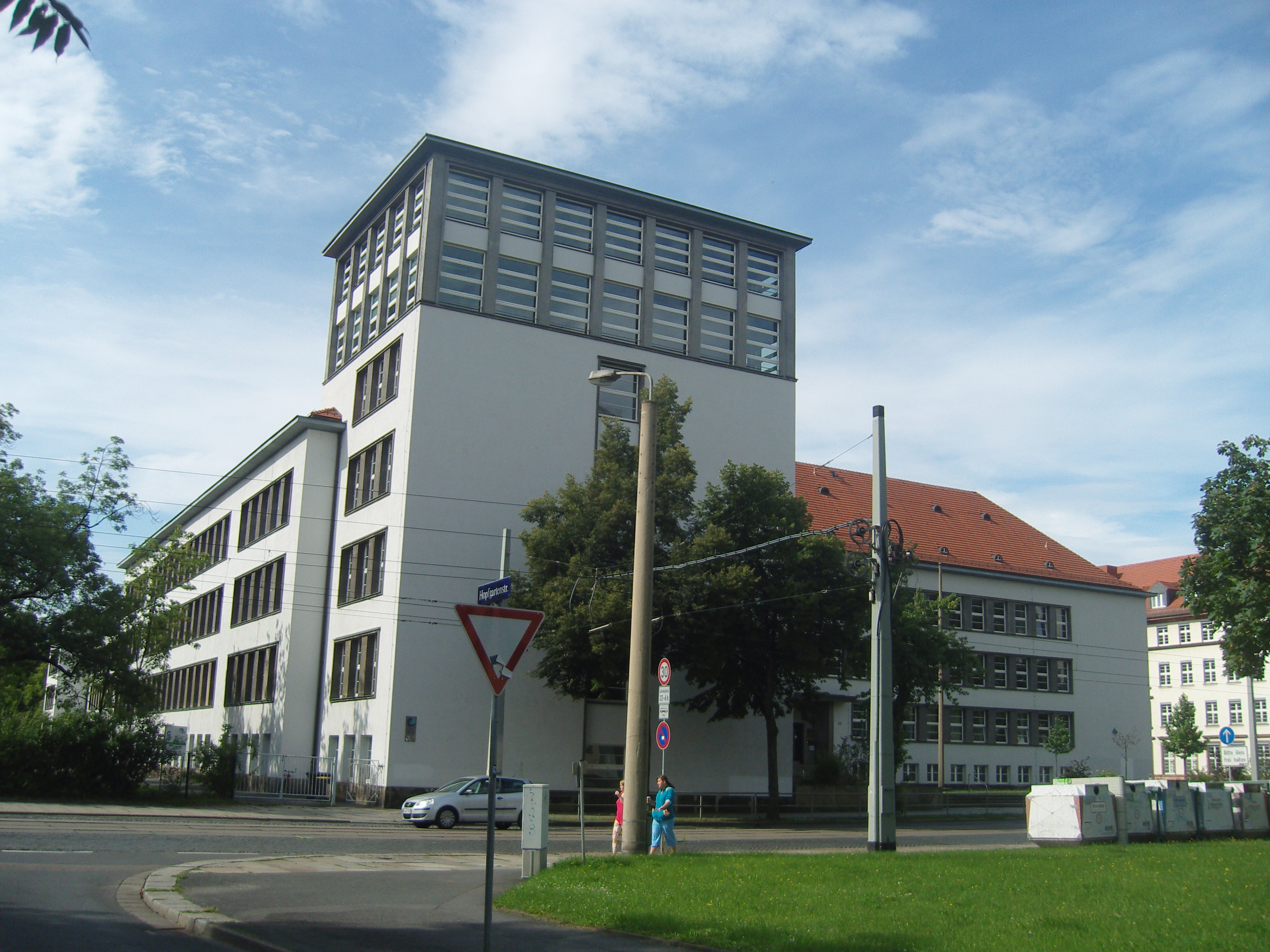
BSZ für Technik „Gustav Anton Zeuner“, Gerokstraße, 2011

Das Berufliche Schulzentrum für Technik Dresden (BSZ für Technik Dresden) ist ein in Dresden gelegenes Schulzentrum für den Fachbereich Technik.
Seit 2008 befindet sich das BSZ auf der Gerokstraße 22 in Johannstadt. Das BSZ für Technik heute den Namen „Gustav Anton Zeuner“.

## Geschichte
Das Gebäude in Dresden-Reick wurde in den 1970er Jahren im Plattenbaustil für die Betriebsberufsschule „Kurt Schlosser“ des VEB Energiekombinat Dresden erbaut. Auf dem Gelände befanden sich zwei miteinander verbundene Gebäude sowie eine Turnhalle.
Seit dem August 2004 war das BSZ-Gebäude eine Außenstelle des BSZ Bau und Technik Dresden. Der Lehrbetrieb fand dort bis zum Schuljahr 2007/08 statt und zog 2008 ins Stadtzentrum um. Von 2008 bis November 2023 war das Gelände verwahrlost. Das Gebäude wurde im November 2023 für eine Erweiterung der Firma Sunfire abgerissen.